# 中国生物材料学会
中国生物材料学会是中华人民共和国生物材料科技工作者组成的群众性学术团体，是中国科学技术协会主管的社会团体，2012年在北京市成立。